# Meleg himnusz
A meleg himnusz alatt olyan dalt szokás érteni, amely a meleg közösségen belül népszerűnek számít és amellyel a közösség azonosulni tud. A dalokra jellemző, hogy többnyire nem azzal a célból írták meg, hogy meleg himnusz legyen, de a dalok témájában és szövegében rendszerint magára ismer a meleg közösség. A témák jellemzően a belső erőről, elfogadásról, önbecsülésről, büszkeségről és az egységről szólnak. 2007-es kutatás szerint a leginkább meleg himnuszként azonosított dal Gloria Gaynor I will survive című dala.
Emellett olyan dalokat szoktak meleg himnusznak tartani, mint Village People Y.M.C.A, The Weather Girl's It's a raining men; Diana Ross I'am Coming out és az ABBA Dancing Queen dala. 

## Témák
Habár mindegyik dal egyedi, az évek folyamán több szempont is kialakult, ami jellemző a meleg himnusznak tartott dalokra.
- Nagyhangú dívák: Ezeknél a daloknál jellemző, hogy erős személyi kultusz alakul ki egy-egy, jellemzően színesbőrű popénekesnő felé, akinek díva megjelenése van. A műfaj képviselője Gloria Gaynor.
- A szerelemi nehézségeken való túllépés: A dal jellemzően egy összetört szívű szerelmesről szól, aki túllépvén a nehézségeken egyre keményebbé, erőssé válik.
- Nem vagy egyedül: A dalban arról énekelnek, hogy jöjjön össze mindenki egy nagy közösségként, családként és hogy a magányosak ne érezzék magukat egyedül. Imsert dal: "We are family".
- Félredobni a gondokat: Ezekben a dalokban arról énekelnek, hogy a gondokkal nem kell törődni. Imsert dal: Holiday.
- Nehezen kivívott önnbecsülés: Az ilyen témájú dalok rendszerint az elnyomásról, sötétségről, a szabadság elérése iránti küzdelemről,a szépségről és önbecsülésről szólnak. Az egyik ismert dal: Whitney Houston "Greatest love of all" című dala.
- Gátlások nélküli szexualitás ünneplése: Amikor a szégyenen felülkerekedve a szexuaitást ünneplik a dalban. Erre példa az It's a raining men című dal.
- Elfogadás keresése: Az ilyen dalokban egy olyan elfogadó helyről énekelnek, ahol az elfogadással, összetartozással és reménnyel kapcsolatos álmaik valóra válnak. Erre példa a West side story musical Somewhere (There's a Place for Us) című dala.
- Megfáradt világ: A dalokban rendszerint szomorkodás van a kihasználtság, bántalmazás miatt. Legismertebb dal: Maybe this time!
- Nincs megbocsátás: Legismertebb dal: "I'm coming out".

## Legismertebb meleg himnuszok
A jelenkor legismertebb meleg himnuszai: Madonna "Vogue", George Michael Fastlove, Mariah Carey "Hero", Lisa Stansfield "The Real Thing", Ultra Naté "Free", Janet Jackson "Together Again", Cher "Believe", Mylène Farmer "Sans Contrefaçon" és "Libertine", Jessica Simpson "I Think I'm in Love with You" és "A Public Affair", Kylie Minogue "Spinning Around","Can't Get You Out of My Head" és "Padam Padam", Geri Halliwell "It's Raining Men", Dannii Minogue "I Begin to Wonder", Melanie C "Never Be the Same Again" and "Think About It", Tamar Braxton "Hot Sugar" and "My Man", Lady Gaga "Born This Way", és Ariana Grande "Break Free" című dalai.   
Spanyol nyelvterületen Alaska y Dinarama A quién le importa? , Mónica Naranjo Sobreviviré és Gloria Trevi Todos me miran dalok a legismertebb meleg himnuszként. 